# Eustixia
Eustixia és un gènere monotípic d'arnes de la família Crambidae descrit per Jacob Hübner el 1823. La seva única espècie, Eulària púpula, descrita pel mateix autor en la mateixa publicació, es troba a Amèrica del Nord des de Massachusetts fins a Florida, a l'oest a Texas i al nord a Ontario.
L'envergadura alar és d'uns 17 mm. Les larves s'alimenten de les fulles de les espècies de lepidis, traspic i col.